# Damien Parer (Kameramann)

Newman-Sinclair-Kamera

Damien Parer (* 1. August 1912 in Malvern, Melbourne; † 16. September 1944 auf Peleliu, Palau) war ein australischer Kameramann und Fotograf, dessen Filmdokumentation War in New Guinea für Australien und Neuseeland maßgeblich die Moral der Truppe und dennoch auch die Schrecken des Krieges illustrierte.

## Leben und Werk
Zunächst vom Innenministerium für den Einsatz im Nahen Osten eingesetzt, oblag Parer die technische Organisation und praktische Leitung des Einsatzes für die Australian Imperial Forces in jenem Gebiet.
Sein Untergebener und spätere Freund war der vier Jahre jüngere Fotograf George Silk, der über gar keine praktische Dokumentationserfahrung verfügte und ursprünglich nur als unterstützender Standfotograf verpflichtet worden war.
Im Gegensatz dazu konnte Parer bereits auf eine Karriere als Standfotograf und Kameramann bei kommerziellen und zivilen Dokumentarproduktionen zurückblicken. Durch Parer sind die Inhalte des Briefings überliefert, die ihr oberster Chef ihnen auf den Weg mitgab:
1. "To build a true picture of the Australian soldier in movie and stills.
2. To make good movie single reelers (1 to 10 minutes) showing cause and affect [sic]. Something after March of Time idea why we are here and what we are doing in the long rang perspective as it affects us in Australia.
3. To keep newspapers and newsreels supplied with really hot spectacular news."

Auch aus den Filmen selbst wurden nach der damaligen Praxis „Standfotografien“ heraus für die Zeitungen verwendet, wie auch Standfotos, die Silk machte, in den Wochenschauberichten dazwischen geschnitten wurden.

Super D Graflex

Das technische Equipment, das Parer eingekauft hatte, bestand aus Newman-Sinclair-Filmkameras, einer Graflex und 35-mm-Contaxgehäusen, die Silk mit Weitwinkel- und Teleobjektiven einsetzte. Nachdem beide die militärische Grundausbildung des AIF abgeschlossen hatten, entwickelten beide eine enge Zusammenarbeit bei den Filmaufnahmen und Standfotografien, die für die moderne Kriegsfotografie vorbildlich sein sollte.
Während dieses ersten Feldzugs kamen beide kaum nahe genug an die Frontlinie, aber schon hier gelang ihnen eine Reihe von ungestellten Momentaufnahmen, die in der Heimat auf ein positives Echo stießen. Sie fanden sich in einem Wüsten-Stellungskrieg wieder, der unentschieden hunderte von Meilen hin und her brandete, ohne ihnen die entscheidenden Möglichkeiten zu geben. Wenigstens Parer hatte die Gelegenheit einige aufsehenerregende Aufnahmen von Bombenangriffen einiger Raids zu machen und arbeitete erstmals mit dem ABC-Berichterstatter Chester Wilmot zusammen, als sie eine Titelstory über die Belagerung von Tobruk produzierten.
Nach einigen Monaten entwickelte sich der sonst zuverlässige Silk in einen wahren Unglücksraben („accident-prone“) im „positiven“ Sinne. Als er mit seinem LKW fahrlässig den Kurs wechselte, fand er sich inmitten der Operation Crusader und der Sidi Rezegh Panzerschlacht, also mitten im Kampfgeschehen wieder.
Sowohl Parer als auch Silk lagen sich häufig mit dem neuen Chef ihrer Einheit in den Haaren. Captain Frank Hurley, ein Kameraveteran des Ersten Weltkrieges hatte Silks Ansicht nach überhaupt kein Verständnis dafür, welche Möglichkeiten die Kompaktkameras der Berichterstattung boten. Die jungen Kameraleute verabscheuten den Hang Hurleys zu gestellten Aufnahmen und bevorzugten authentische Fotos. Neil McDonald räumte ein, dass ihre Ablehnung Hurleys gegenüber ein wenig hart gewesen sei. Dieser sei mit Mitte 50 wohl auch um ihre Sicherheit besorgt gewesen. Andererseits hätten Silk und Parer vollkommen recht mit ihren Bestehen auf die Effektivität der kleineren Kameras gehabt.

Private George „Dick“ Whittington wird vom Papua Raphael Oimbari ins Lazarett geführt, Dezember 1942

Im November 1942 drehte Damien Parer und mit dem Kriegsberichtserstatter Bill Marien während der Schlacht um Timor den Film Men of Timor, der viel Aufsehen in den verbündeten Ländern erregte. Als man beide wenig später als Team im heftig umkämpften Neuguinea einsetzte, waren beide technisch ausgereifte Kriegsfotografen. Dort sollte Silk im Dezember 1942 nach dem 300-Meilen-Gewaltmarsch des Kokoda Trails sein „Meisterstück“ gelingen. Auf einem Feldpfad lichtete er einen geblendeten australischen Soldaten mit Gehstock ab, der von einem Papua an der Hand geführt wird. Das vom Bildaufbau her schlichte, aber einwandfreie Bild hatte eine derart humanitäre und Rassengrenzen überwindende Botschaft, dass das zunächst zensierte Bild die Aufmerksamkeit der Macher des Life-Magazins auf sich gezogen hatte. Bald darauf engagierten Wilson Hicks den Neuseeländer und veröffentlichten seine Fotografie des verwundeten Soldaten zum ersten Mal im März 1943. Das Bild diente später auch als Frontispiz in dem Buch The War in New Guinea: Official war photographs of the Battle for Australia, das im Mai des gleichen Jahres in Sydney herausgegeben wurde.
Parer, der zwischenzeitlich schwer an der Ruhr erkrankt war, hatte nach seiner Genesung ebenfalls Auseinandersetzungen mit den Behörden um die Bezahlung und Bildrechte, so dass er nach einigem Hin und Her doch ein Angebot der Paramount News annehmen konnte. Als die Verhandlungen noch andauerten, wurde Parer am 16. September 1944, am dritten Tag der Schlacht um Peleliu getötet. Er hatte einen Panzer als Deckung benutzt und wollte zurückgehen, um die Gesichter der voranmarschierenden Marines zu filmen, als ein japanischer MG-Heckenschütze das Feuer auf ihn eröffnete. Sein Freund und Kollege sollte jedoch den Krieg überstehen.
Nach dem Krieg wurde Parer postum mit hohen Ehrungen ausgezeichnet. Dennoch verweigerte man seiner Witwe die Zahlung einer über die übliche Kriegerrente hinausgehende Entschädigung für die Bildrechte mit dem Hinweis, dass nicht zweifelsfrei festgestellt werden könne, wer wann welche der Bilder gefertigt hätte und bei dem Umzug ein Großteil der Originalabzüge ohnehin zerstört worden sei.